# Carl Kelling
Carl Friedrich Christian Kelling (* 21. Juni 1818 in Klütz, Mecklenburg-Schwerin als Carl Friederich Christian Kelling; † 28. Dezember 1898 in Wakefield, Neuseeland) war deutschstämmiger Einwanderer in Neuseeland, Mitbegründer der deutschen Siedlung Ranzau nahe Nelson, Community Leader und Farmer.
Kelling war in Neuseeland als Charles Frederick Christian Kelling bzw. als Charles Kelling bekannt.

## Leben und Wirken

### Deutschland
Carl Kelling wurde als Sohn des „Register-Schreibers“ (Aktuarius) auf dem gräflichen Gut Bothmer Johann Joachim Kelling und dessen Frau Louise Catherine Margarethe, geb. Harms geboren und am 24. Juni 1818 in der Kirche von Klütz auf den Namen Carl Friederich Christian Kelling getauft. Kellings zwei Jahre jüngerer Bruder war Fedor. Über Kellings Schul- und Berufsausbildung ist nichts bekannt. Beide Brüder waren Landwirte.
1844 wurde Kelling mit seinem Bruder Fedor von Graf Kuno zu Rantzau-Breitenburg, Jurist und Gutsherr aus dem südlichen Schleswig-Holstein, als Bevollmächtigte für eine Siedlungsvorhaben in Neuseeland gewonnen. Kuno zu Rantzau-Breitenburg hatte seinerzeit zusammen mit Charles Ami de Chapeaurouge, einem Hamburger Senator und Kaufmann, sieben Siedlungsanteile in der Gegend um Nelson von der New Zealand Company erworben und plante als eine Art philanthropische Investition Familien bevorzugt aus der mecklenburgischen Region in Neuseeland anzusiedeln. Zusammen mit dem Hamburger Kaufmann Johann Ferdinand Benoit, der als Einziger zu dem Zeitpunkt die englische Sprache beherrschte, sollten die Kelling-Brüder das Siedlungsprojekt managen.

### Neuseeland
Auf der dänischen Dreimastbark Skjold verließen Kelling mit seinem Bruder am 21. April 1844 Hamburg und erreichten Nelson am 1. September 1844. Die Kelling-Brüder siedelten in Waimea East. Kellings Bruder nannte in Anerkennung an den Finanzier des Siedlungsprojekte das Gehöft Ranzau, ohne das „t“ in dem Namen zu verwenden. Aus der Ansiedlung wurde unter des Bruders Führung eine deutsche Siedlung, einige Kilometer südwestlich von Nelson entfernt.
Am 1. April 1850 heiratete Kelling Anna Büschl in Ranzau. Aus der Ehe gingen zwölf Kinder hervor, vier Töchter und acht Söhne. 1850 erweiterten die Kelling-Brüder durch Landzukäufe die Siedlung und entwickelten neben dem bestehenden Anbau von Getreide, Hopfen, Früchten, Weintrauben und Tabak die Schafzucht. Über die folgenden 20 Jahre entwickelte sich die Region und zog weitere deutsche Siedler von Übersee an. 1856 zog Carl Kelling mit einigen Siedlern nach Sarau, einer durch die ersten deutschen Siedler in der Region Nelson gegründeten Siedlung, und wurde dort Community Leader. Kellings Bruder blieb in Ranzau und betreute seine Gemeinde dort.
Carl Kelling wurde Mitglied des ersten Komitees der Moutere Educational District. Von 1862 bis 1869 wurde er für den Bezirk Moutere in den Nelson Provincial Council gewählt, gefolgt von der Wahlperiode bis 1873 für den Bezirk Waimea West. 1898 verkaufte er sein Anwesen und zog nach Wakefield, wo er am 28. Dezember 1898 starb. Seine Frau starb 1931.